# Poetika (hudební skupina)
Poetika je česká popová skupina pocházející z Vysočiny, která vznikla v roce 2016. Založili ji rapper Eduard Rovenský, zpěvák Ondřej Brejška a klávesista Daniel Hrdlička. Kapela se prezentuje vlastní autorskou tvorbou, kdy o textovou část se stará Ondřej Brejška, produkci má na starosti Daniel Hrdlička. S Poetikou také hrají kytarista Dave Matsu a bubeník David Nevěčný. Na konci roku 2022 se Eduard Rovenský od kapely oddělil a založil novou vlastní kapelu Highland.

## Historie
V září 2017 vydala skupina svoje debutové album Trinity, které získalo roku 2019 Zlatou desku za prodej; mimo to byla kapela nominována společně s Pokáčem, Mirai a Vojtánem na Objev roku v anketě Český slavík 2017.
Absolvovala například turné se skupinou Mirai a rapperem Lipem.
Nejznámějšími skladbami Poetiky jsou Každou vteřinou, Zkouším žít, Múza či singl Karavana, který kapela vydala v srpnu 2020 spolu s kapelou Mirai.
V roce 2022 vydala kapela svoji druhou desku Identity.  V současnosti (2023) je jejich nejhranějším singlem Půlnoc,  a naznačuje nový směr, kterým se Poetika ubírá. Na konci roku 2023 vydává druhý singl Mám pocit, že tě ztrácím, který hned skáče mezi nejpřehrávanější české skladby v rádiích. 
V květnu roku 2024 Kapela Poetika přichází s další novinkou s názvem Měsíc z plánované desky. Nejaktuálnějším videoklipem, je píseň Duše Ta se dočkala také videoklipu z Tenerife i malé vzpomínky na zesnulého zpěváka Davida Stypku, se kterým kapela spolupracovala. 
Svou třetí desku Slunce v barvách antracitu představila čtyřčlenná skupina 4. dubna 2025, přičemž fanouškům nabídla 12 skladeb, mezi kterými figurují také singly jako Půlnoc nebo Mám Pocit, Že Tě Ztrácím, které na streamovacích platformách evidují miliony poslechů. Sama kapela má nyní zároveň slušně na šlápnuto – jen na Spotify má přes 182 tisíc posluchačů měsíčně.
O produkci písní se postarali klávesista Daniel Hrdlička, kytarista Dave Matsu a také producent desky Filip Vlček, který si vzal pod palce také mix celé nahrávky. Na albu mimo jiné překvapí třeba píseň Babylon, ve které se frontman dokonce odhodlal k rapování. Deska je zároveň první velkou nahrávkou Poetiky ve složení Ondřej Brejška (zpěv), Daniel Hrdlička (klávesy), Dave Matsu (kytara) a David Nevěčný (bicí), která se ustálila po odchodu Eduarda Rovenského (Highland) a kytaristy Jakuba Šimona.

## Diskografie
| Rok  | Název alba                 | Vydavatelství               |
| ---- | -------------------------- | --------------------------- |
| 2017 | Trinity                    | Singl Ton / Universal Music |
| 2022 | Identity                   | Universal Music             |
| 2025 | Slunce v barvách antracitu | Universal Music             |

| Název singlu    | Streamy  | Streamy  |
| Název singlu    | Spotify  | YouTube  |
| --------------- | -------- | -------- |
| Trinity         | 810 tis. | 1,1 mil. |
| Zkouším žít     | 2,3 mil. | 9,3 mil. |
| Dívej           | 401 tis. | 326 tis. |
| Návrat          | 179 tis. | 187 tis. |
| Každou vteřinou | 8,3 mil  | 27 mil.  |
| Pod hladinou    | 744 tis. | 620 tis. |
| Za oponou       | 848 tis. | 2,9 mil. |
| Memento         | 248 tis. | 303 tis. |
| Ikaros          | 304 tis. | 288 tis. |
| Zrcadla         | 782 tis. | 1,1 mil. |

| Název singlu | Streamy  | Streamy  |
| Název singlu | Spotify  | YouTube  |
| ------------ | -------- | -------- |
| Identity     | 152 tis. | 113 tis. |
| Múza         | 2,3 mil. | 1,6 mil. |
| Sám          | 170 tis. | 294 tis. |
| Obeplout     | 161 tis. | 116 tis. |
| Křídla       | 101 tis. | 53 tis.  |
| Karavana     | 2,2 mil. | 1,9 mil. |
| Elegie       | 181 tis. | 73 tis.  |
| Cíl          | 1,2 mil. | 1 mil.   |
| Hollywood    | 75 tis.  | 76 tis.  |
| Padám        | 1,0 mil. | 614 tis. |
| Hurikán      | 62 tis.  | 30 tis.  |
| Vodopád      | 64 tis.  | 36 tis.  |
| Utichá       | 78 tis.  | 66 tis.  |

| Název singlu             | Název singlu             | Streamy  | Streamy  |
| ------------------------ | ------------------------ | -------- | -------- |
| Název singlu             | Název singlu             | Spotify  | Youtube  |
| Slunce                   | Slunce                   | 48 tis.  | 22 tis.  |
| Půlnoc                   | Půlnoc                   | 4,6 mil. | 5,1 mil. |
| Měsíc                    | Měsíc                    | 727 tis. | 340 tis. |
| Duše                     | Duše                     | 205 tis. | 291 tis. |
| Kdyby jsi tu byla        | Kdyby jsi tu byla        | 16 tis.  | 21 tis.  |
| Speedrun                 | Speedrun                 | 154 tis. | 129 tis. |
| V barvách antracitu      | V barvách antracitu      | 41 tis.  | 39 tis.  |
| Babylon                  | Babylon                  | 56 tis.  | 33 tis.  |
| Mám pocit, že tě ztrácím | Mám pocit, že tě ztrácím | 1,6 mil. | 1,9 mil. |
| Je mi to jedno           | Je mi to jedno           | 14 tis.  | 25 tis.  |
| Ležím - Nespím           | Ležím - Nespím           | 28 tis.  | 13 tis.  |
| Prostor                  | Prostor                  | 11 tis.  | 4,1 tis. |